# 三河一宮駅
三河一宮駅（みかわいちのみやえき）は、愛知県豊川市一宮町下新切にある、東海旅客鉄道（JR東海）飯田線の駅である。

## 概要
当駅は、豊橋駅（愛知県）と辰野駅（長野県）を結ぶ飯田線の中間駅（途中駅）の一つである。豊川市一宮地区（旧・宝飯郡一宮町域）に位置し、三河国一宮である砥鹿神社の最寄駅でもあることから寺社風の駅舎を構えている。
1897年（明治30年）に、私鉄の豊川鉄道によって開設した。その後国有化を経て、1987年（昭和62年）の国鉄分割民営化に伴いJR東海経営に移っている。開業時は一ノ宮駅（いちのみやえき）と言う駅名であった。

## 歴史
当駅を開設した豊川鉄道は、現在の飯田線南部に当たる豊橋 - 大海間を運営していた私鉄である。1897年（明治30年）7月に、同鉄道線が隣の豊川駅から延伸した際に、路線の終着駅として開設された。但し終着駅であったのは一時的で、翌年に路線が新城駅まで延伸したため終着駅では無くなっている。当初は一ノ宮駅と名乗っていたが、1916年（大正5年）1月に現駅名へ改称している。改称は駅名の重複を回避するためであり、同じ日にはそれまで当駅と同名を称していた3ヶ所の「一ノ宮駅」も揃って改称した（それぞれ上総一ノ宮駅、尾張一ノ宮駅〈現・尾張一宮駅〉、長門一ノ宮駅〈現・新下関駅〉に改称）。
1943年（昭和18年）8月、豊川鉄道線は買収・国有化され国有鉄道飯田線が成立する。これによって三河一宮駅も国有鉄道の駅となった。1971年（昭和46年）には開業時からの貨物営業が廃止されて旅客専用の駅となり、そのまま1987年（昭和62年）4月の国鉄分割民営化を迎えてJR東海に継承されている。

### 年表
- 1897年（明治30年）7月22日：豊川鉄道の一ノ宮駅（いちのみやえき）として開設[2]。
- 1898年（明治31年）4月25日：豊川鉄道線が新城駅まで延伸し、途中駅となる[3]。
- 1902年（明治35年）3月27日：駅から「簡易停車場」への種別変更が認可される[2]（実施日不明）。
- 1904年（明治37年）2月17日：駅へ再度種別変更[2]。
- 1916年（大正5年）1月1日：三河一宮駅（みかわいちのみやえき）に改称[2]。
- 1943年（昭和18年）8月1日：国有化、国鉄飯田線の駅となる[2]。
- 1971年（昭和46年）12月1日：貨物・荷物扱い廃止[2]。
- 1984年（昭和59年）3月19日：跨線橋新設[4]。
- 1987年（昭和62年）4月1日：国鉄分割民営化に伴い、JR東海が継承[2]。
- 1988年（昭和63年）11月1日：夜間無人化。[要出典]
- 1990年（平成2年）12月19日：砥鹿神社をイメージした駅舎にリニューアル[5]。
- 1992年（平成4年）2月1日：業務委託駅化。[要出典]
- 2012年（平成24年）4月1日：無人駅化[6]。
- 2025年（令和7年）3月15日：ICカード「TOICA」が利用可能となる[7][8]。

## 駅構造
相対式ホーム2面2線を有する地上駅である。ホームはタブレットの交換（現在は行われていない）を容易に行うために、1番線ホームを飯田方に、2番線ホームを豊橋方にそれぞれずらして配置している。単線上にある交換駅であり、列車交換（行き違い）が可能である。配線は一線スルーであるものの、信号設備の都合上、速度制限を受けないのは豊橋方面へ向かう列車のみとなっている。
構内東側・上り（1番線）ホームに直結して駅舎が設置されている。この駅舎は、玄関の車寄せ部分に神社の造りを模した構造をもつ。互いのホームは跨線橋で繋がる。
業務委託駅（夜間無人駅）でJR全線きっぷうりばを設置していたが、2012年4月1日から完全無人駅となった。豊川駅が当駅を管理している。
| 番線 | 路線      | 方向 | 行先               |
| ---- | --------- | ---- | ------------------ |
| 1    | CD 飯田線 | 下り | 中部天竜・飯田方面 |
| 2    | CD 飯田線 | 上り | 豊橋方面           |

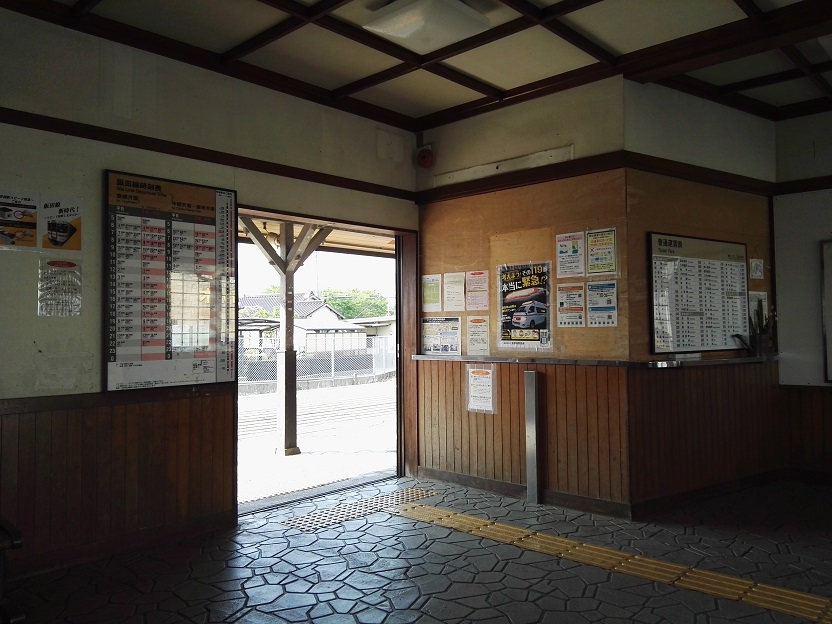
駅構内（2019年5月）
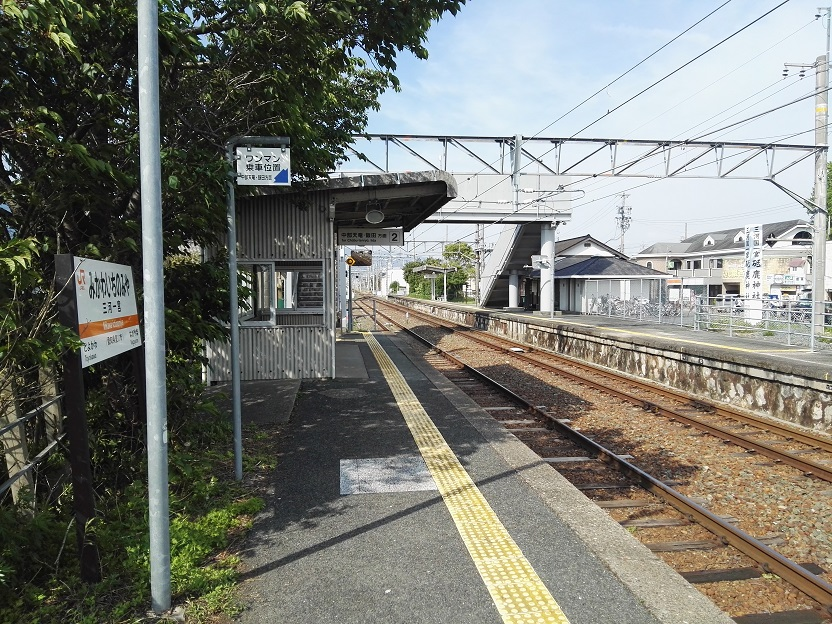
ホーム

## 利用状況
2020年度の乗車人員は1日あたりでは688人であった。近年では、1日あたりの乗車人員は以下の通りに推移している。
| 年度               | 人数 |
| ------------------ | ---- |
| 2002年（平成14年） | 942  |
| 2003年（平成15年） | 907  |
| 2004年（平成16年） | 839  |
| 2005年（平成17年） | 844  |
| 2006年（平成18年） | 820  |
| 2007年（平成19年） | 827  |
| 2008年（平成20年） | 798  |
| 2009年（平成21年） | 781  |
| 2010年（平成22年） | 809  |
| 2011年（平成23年） | 821  |
| 2012年（平成24年） | 730  |
| 2013年（平成25年） | 739  |
| 2014年（平成26年） | 717  |
| 2015年（平成27年） | 758  |
| 2016年（平成28年） | 760  |
| 2017年（平成29年） | 745  |
| 2018年（平成30年） | 754  |
| 2019年（令和元年） | 779  |
| 2020年（令和02年） | 688  |

## 停車列車
三河一宮駅には、豊橋方面（上り）・飯田方面（下り）いずれも1時間当たり概ね1・2本（ラッシュ時は最大3本）の列車が停車する。停車する種別は普通列車と、上りのみに設定されている快速列車の2種類。特急「伊那路」は通過する。

## 駅周辺
- 砥鹿神社
- オーエスジーアカデミー
- 豊川市立一宮西部小学校
- 愛知県立宝陵高等学校
- 大きな銀杏の木（喫茶店）
- 三河一宮郵便局（駅名の読みとは異なり「みかわいちみや」と読む）
- 国道151号
- 東名高速道路豊川IC

## バス路線
三河一宮駅バス停
- 豊川市コミュニティバス 一宮地区地域路線「本宮線のんほい号」中回り・西回り

砥鹿神社前バス停（駅から約400m）
- 豊鉄バス新豊線
- 豊川市コミュニティバス一宮線

## 隣の駅
東海旅客鉄道（JR東海）
CD 飯田線
■快速（上りのみ運転）・■普通
豊川駅 (CD05) - 三河一宮駅 - 長山駅